# Håcksta
Håcksta är en by i Rogsta distrikt (Rogsta socken) i Hudiksvalls kommun, Gävleborgs län (Hälsingland).
1990 avgränsade och namnsatte SCB en småort med namnet Hovsätter och del av Håcksta som omfattade bebyggelse i Håcksta samt i grannbyn Hovsätter och hade 76 invånare på en yta av 37 hektar. Den småorten hade dock upphört vid nästkommande småortsavgränsning 1995. Bebyggelsen var åter  mellan 2015 och 2020 klassad som en småort, vilken avregistrerades 2020 men 2023 åter klassades som småort.